# Ca Canyisser
Ca Canyisser és un edifici cantoner a la vila de Garcia. De planta rectangular que consta de planta baixa, pis i golfes i coberta a tres vessants. A l'extrem del frontis hi ha el portal, d'arc de mig punt adovellat amb una flor de quatre pètals gravada a la clau, que incorpora l'any 1763. La resta d'obertures són d'arc pla arrebossat i es troben disposades aleatòriament per la façana. El finestral de sobre el portal té sortida a un balcó que incorpora una sanefa ceràmica a la base. El ràfec està acabat amb cabirons. A la façana lateral, oberta cap al jardí, s'hi ha afegit una terrassa sostinguda per pilars. L'acabat exterior és de restes d'arrebossat de morter de calç, sota el qual s'observa el paredat comú a la planta baixa, el maó als pisos superiors i els carreus escairats a les cantonades.